# Karol I Tocco
Karol I Tocco (Carlo I Tocco, ur. ok. 1370, zm. 4 lipca 1429) – hrabia Kefalenii w latach 1376 – 1429. Władca Epiru w latach 1399 – 1429. Syn Leonarda I Tocco.

## Życiorys
W hrabstwie Kefalenii przejął władzę ok. 1376 roku po śmierci ojca. Jego młodszy brat Leonardo II Tocco otrzymał wyspę Zakintos (Zante) w formie apanażu. Wspólnie poszerzali tereny hrabstwa. Po śmierci swego teścia Neria I Acciaiuoli w 1394 roku został księciem Aten. Władający Moreą Teodor I Paleolog, drugi z zięciów Neria I podjął próbę podważenia testamentu. Doprowadziło to do walk między szwagrami. Karol I wezwał na pomoc Turków, co z kolei spowodowało włączenie się do wojny Wenecjan, zaniepokojonych możliwością usadowienia się w Attyce sił tureckich. Wenecjanie opanowali Ateny i stawili skuteczny opór atakom tureckim. Ostatecznie władzę w Księstwie przejął władający Tebami syn Neria I, Antoni.
W tym czasie Karol I zwrócił już swoją uwagę w inną stronę. Po śmierci despotesa południowego Epiru Gjin Bua Spaty w 1399 roku, jako spadkobierca Mikołaja Orsiniego, wysunął pretensje do władzy nad Epirem. Opór próbował mu stawić syn i następca zmarłego Maurycy Bua Spata, jego siły okazały się jednak zbyt słabe. Do 1408 roku Karol zajął Akarnanię, wypierając z niej oddziały albańskie. Po śmierci Esau Buondelmontiego opanował w 1411 roku północny Epir z Joaniną. Wreszcie w 1414 roku przy pomocy Turków zdobył Artę, jednocząc w ten sposób po raz ostatni cały Epir. W 1415 roku cesarz Manuel II Paleolog przebywający w Morei nadał Karolowi tytuł despotesa.
Pod koniec panowania w 1427 roku Karol I poniósł klęskę w bitwie morskiej nieopodal Patras z siłami cesarza Jana VIII Paleologa. Został zmuszony do ugody: ofiarował rękę swej bratanicy Teodory Magdaleny despotesowi Morei Konstantynowi, późniejszemu cesarzowi Konstantynowi XI. Jako wiano przekazał jej rok później resztki swych posiadłości na Peloponezie.
Nie miał legalnego potomstwa dlatego po śmierci swego brata Leonardo II adoptował jego dzieci: Carlo II Tocco, wyżej wspominaną Teodorę Magdalenę Tocco wydaną za Konstantyna XI oraz Creusę Tocco (żonę Asana Centuriona II Zaccarię pana Arkadii). Miał natomiast wielu nieślubnych synów, którzy próbowali sięgnąć po władzę z pomocą Turków, co osłabiło to małe łacińskie państwo.